# Spilogona salmita
Spilogona salmita är en tvåvingeart som beskrevs av Huckett 1965. Spilogona salmita ingår i släktet Spilogona och familjen husflugor.
Artens utbredningsområde är Northwest Territories, Kanada. Inga underarter finns listade i Catalogue of Life.